# Таппе, Август Вильгельмович
А́вгуст Вильге́льмович Та́ппе (нем. Dietrich August Wilhelm Tappe, нем. Dietrich August Wilhelm Philipp von Tappe; 9 февраля 1778, Айнбек — 3 апреля 1830, Тарандт) — немецкий пастор, доктор философии и теологии, составитель учебников, переводчик.

## Биография
Учился в школе Айнбека и в гимназии Хильдесхайма. С 1799 года изучал теологию в Эрфуртском университете, с 1801 — в Гёттингенском университете. В 1802 году получил степень доктора философии в Эрфуртском университете.
С 1802 года качестве домашнего учителя преподавал в Зельтингофе (Лифляндская губерния), затем читал лекции в Дерптском университете. С 1804 года — (старший) преподаватель философии и протестантского исповедания в Выборгской мужской гимназии, в 1810—1819 годы — преподаватель нравственности, истории и антропологии в немецком училище св. Петра; титулярный советник. В 1815 году, защитив диссертацию в Дерптском университете, был удостоен степени доктора теологии.
С 1819 года в звании профессора преподавал нравственность, немецкий язык и отечественную историю в королевской лесной академии в Тарандте. В 1828 году вследствие инсульта прекратил преподавание.
Выезжал на лечение в Зонненштайн, на курорты Мариенбада и Вены. Умер 3 апреля 1830 года в Тарандте.

## Научная деятельность
С 1806 года начал изучать русский  язык, публикуя в последующем переводы разных авторов.
Наряду с диссертацией и книгами по вопросам нравственности и антропологии, напечатал ряд учебников русского языка для немцев, а также в сокращённом изложении историю России по «Истории государства Российского» Н. М. Карамзина. Его учебные пособия (многократно переиздававшиеся) представляли собой учебники нового типа с ясной и легко усвояемой методикой и пользовались большой популярностью; А. В. Таппе может считаться одним из первопроходцев в деле преподавания русского языка немцам.

### Избранные труды
- Сокращение Российской истории Н. М. Карамзина : в пользу юношества и учащихся российскому языку, с знаками ударения, истолкованием труднейших слов и речений, на немецком и французском языках, и ссылками на грамматические правила / Изд. А. В. Таппе, доктором богословия и философии. — СПб. : Gedruckt bei Nicolai v. Gretsch Получается у издателя и во всех книжных лавках, 1819. — 2 т.
  -  — 2-е изд. — СПб. : Получается у Асмус Симонзена и Компании в доме Сарептскаго общества и во всех книжных домах, 1824. — 2 т.
- Karamzin N. M. Geschichte Russlands / Aus der Urschrift deutsch bearbeitet von Aug. Wilh. Tappe. — Dresden ; Leipzig, 1828—1831.
- Karamzin N. M. Tableau abrégé de l’histoire du Russie = Russisches historisches Lesebuch : À l’usage de tous ceux qui s’appliquent à la langue russe par Aug. Guill. Tappe. — St.Pétersbourg ; Riga, 1819.
  -  — 2-e éd. — St.Pétersbourg ; Riga, 1824.
- Tappe A. W. Erstes russisches grammatisches Lesebuch : Als Anhang zur 3-ten Aufl. des russischen Elementar-Lesebuchs. — St.Petersburg, 1812.
- Tappe A. W. Erstes russisches grammatisches Lesebuch : Als Anhang zur 5-ten Aufl.der russischen Sprachlehre gehörig / Aug. Wilh. Tappe. — St.Petersburg, 1819.
  - : Als Anhang zur 7-ten Aufl. der russischen Sprachlehre gehörig. — St.Petersburg, 1835.
- Tappe A. W. Neue theoretisch-praktische russische Sprachlehre für Deutsche. — St.Petersburg, 1810.
  -  — 7-te Aufl. — St.Petersburg, 1835.
- Tappe A. W. Neues russisches Elementar-Lesebuch für Deutsche. — St.Petersburg, 1810.
  -  — 8-te Aufl. — St.Petersburg, 1835.

## Награды
- орден Святой Анны 3-й степени (19 апреля 1819) — за «педагогические успехи» и за издание «отличнейших сочинений и полезных учебных книг»[5][7]
- золотая табакерка от саксонского короля Антона (1828)[9].

## Комментарии
1. ↑  В источниках[2][3] указывается также дата рождения 9 декабря 1778.
2. ↑  По другим данным — родился в Ганновере[2][5][6].
3. ↑  Ныне — Зелтини в Алуксненском крае, Латвия.
4. ↑  С 1809 года — директор гимназии[3], по другим данным — заместитель директора[7].
5. ↑  Для переиздававшихся трудов приведены первое и последнее издания.